# László Végel

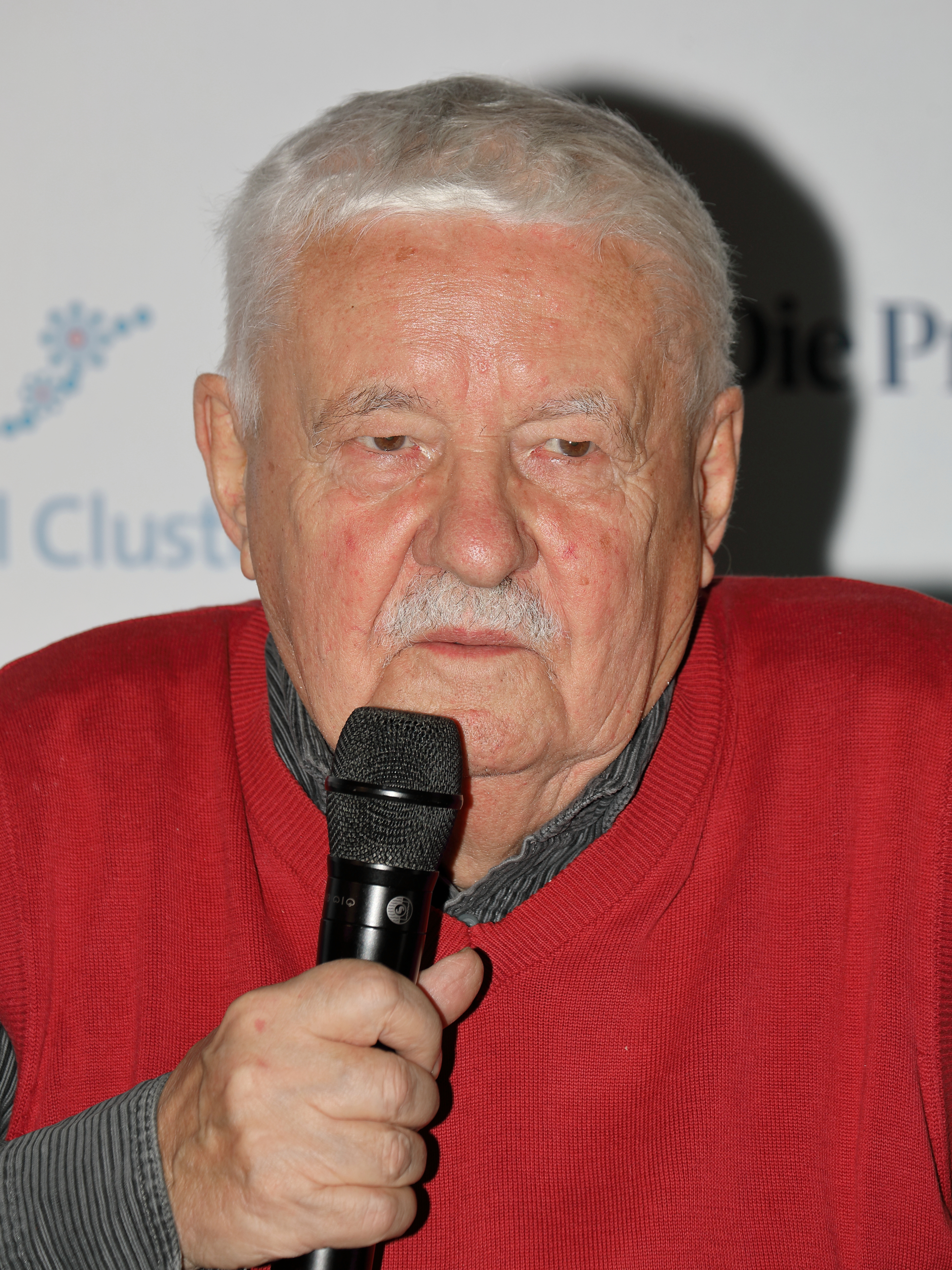
Laszlo Vegel (2024)

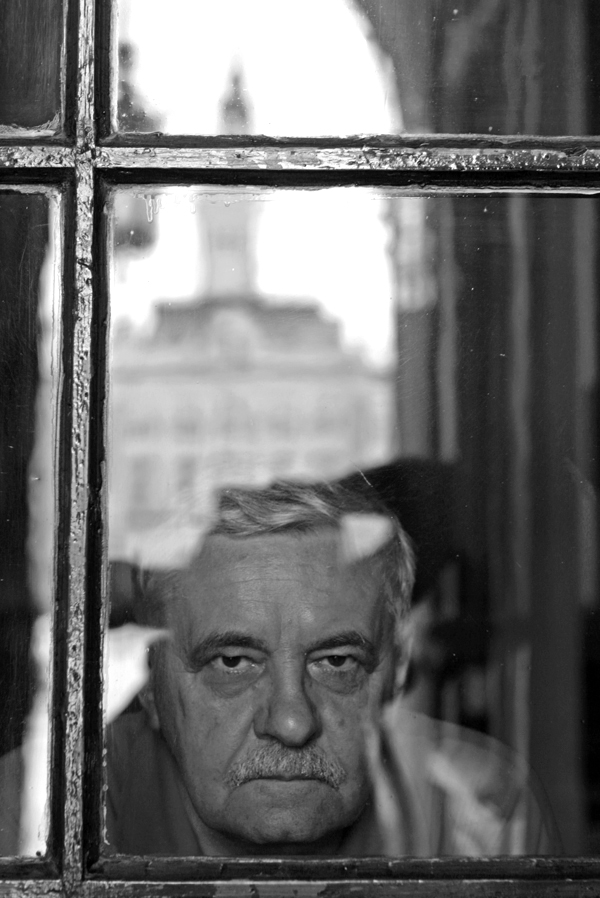
László Végel (2005)

László Végel (* 1. Februar 1941 in Srbobran, seinerzeit Königreich Jugoslawien, heute Serbien) ist ein ungarischsprachiger Autor, der in Novi Sad in Serbien lebt.

## Leben

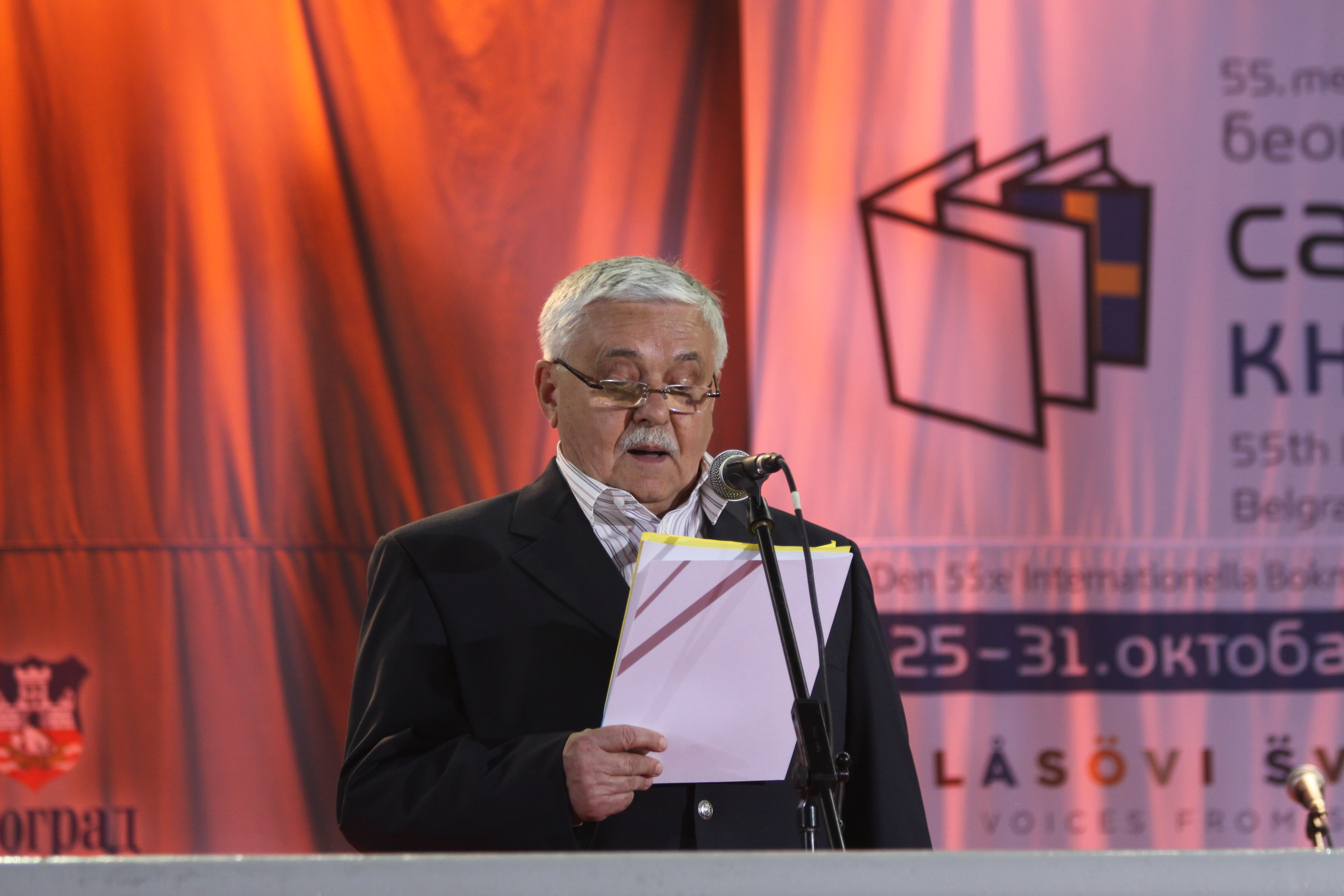
László Végel im Oktober 2010 bei der Internationalen Belgrader Buchmesse

Végels Eltern gehörten der ungarischen Minderheit in der Vojvodina an. Végel studierte in der Provinzhauptstadt Novi Sad und in der jugoslawischen Hauptstadt Belgrad Philosophie und arbeitete anschließend als Journalist, u. a. als Redakteur der Tageszeitung in ungarischer Sprache „Magyar Szó“ und von 1965 bis 1971 als Mitherausgeber der ebenfalls ungarischen Monatszeitung und Literaturzeitschrift „Új Symposion“ („Neues Symposium“). Als Dramaturg für das Fernsehen von Novi Sad sowie für das Volkstheater von Subotica verfasste er mehrere Drehbücher und Bühnenstücke. Daneben schrieb er Romane und Essays, die in Jugoslawien bisweilen schon vor der Publikation der ungarischen Originalfassung in der serbokroatischen Übersetzung publiziert wurden. Sein erstes episches Werk veröffentlichte Végel 1967, „Egy makró emlékiratai“ („Die großen Erinnerungsschriften“), das seinerzeit Alexander Tisma ins Serbische übersetzte.
Von 1994 bis zur Schließung im Jahr 2001 leitete Végel das Büro der Soros-Stiftung in Novi Sad. 
Im Jahr 2006 war er in Deutschland Gast im Heinrich-Böll-Haus, war Teilnehmer am Berliner Künstlerprogramm des DAAD und am internationalen literaturfestival berlin (ilb).

## Preise und Auszeichnungen
In Ungarn erhielt er eine Reihe von Literaturpreisen, so 1993 den Ady Endre-díj und 2009 den Kossuth-Preis. 2005 erhielt er das Offizierskreuz des Verdienstordens der Republik Ungarn.

## Werke in deutscher Übersetzung
- Exterritorium. Szenen vom Ende des Jahrtausends. Aus dem Ungarischen von Akos Doma. Matthes & Seitz Verlag, Berlin 2007, ISBN 978-3-88221-111-5
- Neoplanta - Novi Sad: eine Stadt am Rande Europas. Essay. Aus dem Ungarischen von Laszlo Kornitzer. Suhrkamp Verlag, Frankfurt am Main 2009, ISBN 978-3518125830
- Bekenntnisse eines Zuhälters. Roman. Aus dem Ungarischen von Lacy Kornitzer. Matthes & Seitz Verlag, Berlin 2011, ISBN 978-3-88221-629-5. („Egy makró emlékiratai“)
- Sühne. Texte unterwegs. Aus dem Ungarischen von Lacy Kornitzer. Matthes & Seitz Verlag, Berlin 2012, 189 S. ISBN 978-3-88221-599-1.[2]